# Халид Шарахили
Халид Шарахили (араб. خالد شراحيلي‎, 3 февраля 1987, Эр-Рияд) — саудовский футболист, вратарь сборной Саудовской Аравии, выступающий на правах аренды за «Аль-Раед».

## Клубная карьера
Халид Шарахили, родившийся в Эр-Рияде, начинал свою карьеру футболиста в местном «Аль-Хиляле». В сезоне 2008/09 он на правах аренды играл за другой клуб Про-лиги «Аль-Раед». Затем он вернулся в «Аль-Хиляль», за который выступал с переменным успехом. В Про-лиге 2015/16 Халид Шарахили защищал ворота столичного клуба в 20 из 26 матчей турнира. В начале 2017 года он вновь был отдан в аренду «Аль-Раеду».

## Карьера в сборной
22 июня 2012 года Халид Шарахили дебютировал в составе сборной Саудовской Аравии в матче Кубка арабских наций против команды Кувейта, выйдя в стартовом составе и отстояв матч на ноль. Он регулярно защищал ворота национальной сборной в матчах отборочного турнира чемпионата мира 2018 года.

## Достижения
«Аль-Хиляль»
- Чемпион Саудовской Аравии (3): 2007/08, 2009/10, 2010/11
- Обладатель Кубка наследного принца Саудовской Аравии (5): 2007/08, 2009/10, 2010/11, 2011/12, 2015/16
- Обладатель Саудовского кубка чемпионов (1): 2015
- Обладатель Суперкубка Саудовской Аравии (1): 2015